# Villa Nueva (Mendoza)
Villa Nueva ist die Hauptstadt des Departamento Guaymallén in der Provinz Mendoza im Westen Argentiniens. Die Stadt gehört zum Ballungsraum der Provinzhauptstadt Mendoza, von der sie in östlicher Richtung etwa 10 km entfernt ist, und ist einer ihrer bedeutendsten und bevölkerungsreichsten Vororte. Sie liegt im intensiv bewässerten Tal des Flusses Mendoza.

## Wirtschaft
Villa Nueva ist ein landwirtschaftliches Zentrum mit Anbau von Weintrauben, Pfirsichen, Äpfeln und Oliven. Daneben gibt es u. a. Weinbaubetriebe und holzverarbeitende Industrie.